# 13 (film)
13 – amerykański remake francuskiego filmu pt. 13 Tzameti z 2005 roku.

## Fabuła
Dwudziestoletni Vince przypadkowo dowiaduje się o istnieniu tajemniczej koperty, dzięki której można zarobić dużo pieniędzy. Naiwny chłopak wchodzi w jej posiadanie i ślepo wypełnia zamieszczone tam instrukcje. Kiedy orientuje się, że trafił do podziemnego świata, w którym rządzą jedynie dwie siły – przemoc i pieniądze, jest już za późno na ucieczkę. Vince będzie musiał liczyć na łut szczęścia – jak w rosyjskiej ruletce, w której stawką jest ludzkie życie.

## Obsada
- Sam Riley jako Vincent „Vince” Ferro
- Mickey Rourke jako Patrick Jefferson
- Ray Winstone jako Ronald Lynn Bagges
- 50 Cent jako Jimmy
- David Zayas jako detektyw Mullane
- Emmanuelle Chriqui jako Aileen
- Michael Shannon jako Henry
- Jason Statham jako Jasper